# Championnats des Bahamas de cyclisme sur route
Les championnats des Bahamas de cyclisme sur route réunissent chaque année les meilleurs coureurs cyclistes du pays.

## Podiums des championnats masculins

### Course en ligne espoirs
| Année | Vainqueur     | Deuxième  | Troisième |
| ----- | ------------- | --------- | --------- |
| 2008  | Laurence Jupp | Jay Major |           |

### Contre-la-montre espoirs
| Année | Vainqueur   | Deuxième        | Troisième |
| ----- | ----------- | --------------- | --------- |
| 2023  | Felix Neely | Barron Musgrove |           |

### Course en ligne juniors
| Année | Vainqueur         | Deuxième          | Troisième          |
| ----- | ----------------- | ----------------- | ------------------ |
| 2010  | Jay Major         | Anthony Colebrook | Rahiame Collebrook |
| 2011  | Jay Major         | Roy Colebrook     |                    |
| 2014  | Antonio Roberts   | Cecil Williams    |                    |
| 2017  | Nathan Richardson | Richard McKinney  |                    |
| 2018  | Felix Neely       | Ijamin Sawyer     | Basil McGree       |
| 2019  | Felix Neely       | Drake Albury      |                    |

### Course en ligne débutants
| Année | Vainqueur   | Deuxième  | Troisième         |
| ----- | ----------- | --------- | ----------------- |
| 2009  | Tony Mackey | Jay Major | Anthony Colebrook |

### Contre-la-montre juniors
| Année | Vainqueur       | Deuxième | Troisième |
| ----- | --------------- | -------- | --------- |
| 2014  | Antonio Roberts |          |           |
| 2018  | Felix Neely     |          |           |

### Contre-la-montre débutants
| Année | Vainqueur | Deuxième      | Troisième         |
| ----- | --------- | ------------- | ----------------- |
| 2009  | Jay Major | Laurence Jupp | Anthony Colebrook |

## Podiums des championnats féminins

### Course en ligne
| Année | Vainqueur           | Deuxième                | Troisième        |
| ----- | ------------------- | ----------------------- | ---------------- |
| 2009  | Carmel Stucki       | Linda Holowesko         |                  |
| 2010  | Linda Holowesko     | Amanda Graham           | Sylvia Russell   |
| 2011  | Barbara Ann Bernard | Sylvia Russell          |                  |
| 2012  | Linda Holowesko     | Sylvia Russell          | Avis Munroe      |
| 2013  | Barbara Ann Bernard | Shantell Brown-Levarity |                  |
| 2017  | Antinece Simmons    |                         |                  |
| 2018  | Anna Zywielfk       | Antinece Simmons        | Melissa Butler   |
| 2019  | Marla Albury        | Antinece Simmons        |                  |
| 2020  | Pas organisé        | Pas organisé            | Pas organisé     |
| 2021  | Antinece Simmons    | Kami Roach              | Marla Albury     |
| 2022  | Marla Albury        | Mary Gibbs              | Ilaria Gervasini |

### Contre-la-montre
| Année | Vainqueur           | Deuxième                | Troisième        |
| ----- | ------------------- | ----------------------- | ---------------- |
| 2009  | Helen Vincent       | Amanda Graham           | Nadia Taylor     |
| 2011  | Barbara Ann Bernard |                         |                  |
| 2015  | Cintia Schutt       | Shantell Brown-Levarity |                  |
| 2017  | Cintia Schutt       | Antinece Simmons        |                  |
| 2018  | Antinece Simmons    |                         |                  |
| 2019  | Marla Albury        | Lori Roach              | Antinece Simmons |
| 2020  | Pas organisé        | Pas organisé            | Pas organisé     |
| 2021  | Mary Gibbs          | Marla Albury            | Kami Roach       |
| 2022  | Marla Albury        | Mary Gibbs              | Ilaria Gervasini |

### Course en ligne juniors
| Année | Vainqueur        | Deuxième | Troisième |
| ----- | ---------------- | -------- | --------- |
| 2008  | Antinece Simmons |          |           |
| 2010  | Antinece Simmons |          |           |

### Course en ligne débutantes
| Année | Vainqueur        | Deuxième | Troisième |
| ----- | ---------------- | -------- | --------- |
| 2009  | Antinece Simmons |          |           |